# Tournayellina (género)
Tournayellina es un género de foraminífero bentónico de la subfamilia Chernyshinellinae, de la familia Tournayellidae, de la superfamilia Tournayelloidea, del suborden Fusulinina y del orden Fusulinida. Su especie tipo es Tournayellina vulgaris. Su rango cronoestratigráfico abarca desde el Fameniense (Devónico superior) hasta el Tournaisiense (Carbonífero inferior).

## Discusión
Algunas clasificaciones más recientes incluyen Tournayellina en la familia Chernyshinellidae, y en el suborden Tournayellina, del orden Tournayellida, de la subclase Fusulinana y de la clase Fusulinata.

## Clasificación
Tournayellina incluye a las siguientes especies:
- Tournayellina beata †
- Tournayellina pentacamerata †
- Tournayellina pseudobeata †
- Tournayellina tjanshanica †
- Tournayellina septata †
- Tournayellina vulgaris †

En Tournayellina se han considerado los siguientes subgéneros:
- Tournayellina (Eotournayellina), también considerado como género Eotournayellina
- Tournayellina (Rectotournayellina), aceptado como género Rectotournayellina